# 라데온
라데온(Radeon, 이전 이름은 ATI 라데온)은 2000년 이래로 한때 ATI 테크놀로지스가, 지금은 인수 합병된 AMD가 자사 기술로 개발하는 그래픽 처리 장치 (GPU)의 브랜드이며, 이전 레이지 라인을 이어온 것이다. 대한민국에서 라데온, 레이디언 등 두 가지로 발음되지만 AMD가 ATI를 인수 합병한 이후 보도자료를 통해 한글 표기를 "라데온"으로 통일하고 있다. 2012년부터 사용하는 GCN 기반 코어는 GPGPU에 특화된 구조를 가지고 있다. 2017년 기준, 현역으로 출시되는 그래픽 카드는 폴라리스 기반의 RX 500 시리즈와 폴라리스의 후속 아키텍처인 베가 아키텍처를 사용한 베가64와 베가56이다.

## 라데온 그래픽스
라데온 그래픽스(Radeon Graphics)는 레이지 라인의 후속 제품이다. 마이크로아키텍처의 네 가지 제품군은 고정 파이프라인 제품군, 테라스케일의 통합 셰이더 모델 제품군, 그래픽스 코어 넥스트 및 RDNA로 대략 구분할 수 있다. ATI/AMD는 트루폼(TruForm), 하이퍼메모리, HyperZ, XGP, 다중 모니터 설정을 위한 AMD 아이피니티, 절전을 위한 파워플레이, 크로스파이어(다중 GPU용) 또는 하이브리드 그래픽스와 같은 다양한 기술을 개발했다. 다양한 SIP 블록은 라데온 제품 라인의 특정 모델(통합 비디오 디코더, 비디오 코딩 엔진 및 트루오디오)에서도 볼 수 있다.
이 브랜드는 이전에 2010년 8월까지 "ATI 라데온"으로만 알려졌으며, 이후 전 세계적으로 AMD의 브랜드 인지도를 높이기 위해 이름이 변경되었다. HD 5000 시리즈까지의 제품은 ATI 라데온 브랜드로 표시되는 반면, HD 6000 시리즈 이상은 새로운 AMD 라데온 브랜드를 사용한다.
2015년 9월 11일, AMD의 GPU 사업은 라자 코두리(Raja Koduri)가 수석 부사장 겸 수석 설계자로 구성된 라데온 테크놀로지스 그룹(Radeon Technologies Group)이라는 별도의 단위로 분할되었다.

### 라데온 그래픽 카드 브랜드
AMD는 라데온 카드를 소비자에게 직접 배포하지 않는다(일부 예외가 있을 수 있음). 대신 라데온 기반 비디오 카드를 제작하여 OEM 및 소매 채널에 판매하는 타사 제조업체에 라데온 GPU를 판매한다. 라데온 카드 제조업체(일부는 메인보드도 제작함)에는 애즈락, 에이수스, 바이오스타, 클럽 3D, 다이아몬드, 포스3D, 게인워드, 기가바이트, HIS, MSI, 파워컬러, 사파이어, 비전테크 및 XFX가 포함된다.

## 그래픽 처리 장치 세대
| 2000 | 라데온 R100      |
| 2001 | 라데온 R200      |
| 2002 | 라데온 R300      |
| 2003 |                  |
| 2004 | 라데온 R400      |
| 2005 | 라데온 R500      |
| 2006 |                  |
| 2007 | 라데온 R600      |
| 2007 | 라데온 RV670     |
| 2008 | 라데온 R700      |
| 2009 | Evergreen        |
| 2010 | Northern Islands |
| 2011 |                  |
| 2012 | Southern Islands |
| 2013 | Sea Islands      |
| 2014 |                  |
| 2015 | Volcanic Islands |
| 2016 | Arctic Islands   |
| 2017 | Polaris          |
| 2017 | Vega             |
| 2018 |                  |
| 2019 | Navi             |
| 2020 | Navi 2X          |
| 2021 |                  |
| 2022 | Navi 3X          |

초기 세대는 숫자와 메이저/마이너 알파벳 접두어로 식별되었다. 이후 세대에는 코드명이 지정되었다. 새롭거나 크게 재설계된 아키텍처에는 접두사 R(예: R300 또는 R600)이 붙고, 약간의 수정 사항은 RV 접두사(예: RV370 또는 RV635)로 표시된다.
첫 번째 파생 아키텍처인 RV200은 이후 부분에서 사용되는 체계를 따르지 않았다.

### 고정 파이프라인 계열

#### R100/RV200
2000년에 처음 출시된 라데온은 DirectX 7과 완전히 호환되는 ATI 최초의 그래픽 프로세서였다. R100은 새로운 HyperZ 기술을 통해 대역폭과 채우기 속도 효율성이 크게 향상되었다.
RV200은 2002년에 도입된 클럭 속도에 대한 몇 가지 핵심 로직 조정을 포함하여 이전 R100을 축소한 것이다. 이 세대의 유일한 릴리스는 라데온 7500으로, 새로운 기능을 거의 도입하지 않았지만 이전 제품에 비해 상당한 성능 향상을 제공했다.

#### R200
ATI의 2세대 라데온에는 정교한 픽셀 셰이더 아키텍처가 포함되어 있다. 이 칩셋은 처음으로 마이크로소프트의 픽셀 셰이더 1.4 사양을 구현했다.
경쟁사에 비해 성능이 약하다는 인식이 널리 퍼져 있었고, 차세대 개발에 집중하기 위해 이번 세대의 후속 개정판을 취소했다.

#### R300/R350
R300은 2001년 출시 당시 마이크로소프트의 DirectX 9.0 기술을 완벽하게 지원하는 최초의 GPU였다. 완전히 프로그래밍 가능한 픽셀 및 정점 셰이더가 통합되었다.
약 1년 후, R350 제품군의 더 높은 주파수, 더 효율적인 메모리 액세스 및 기타 여러 개선 사항을 허용하도록 아키텍처가 수정되었다. RV350 제품의 저가형 라인은 일부 요소가 비활성화되거나 제거된 이 새로워진 디자인을 기반으로 했다.
새로운 PCI 익스프레스 인터페이스를 사용하는 모델은 2004년에 출시되었다. 각각 X300 및 X600이라는 이름으로 110nm 및 130nm 제조 기술을 사용하는 RV370 및 RV380 그래픽 프로세서는 소비자 PC 제조업체에서 광범위하게 사용되었다.

#### R420
이전 세대를 기반으로 하는 이 라인에는 셰이더 모델 2 함수 세트에 대한 확장이 포함되어 있다. ATI와 마이크로소프트가 이 세대에서 정의한 사양인 셰이더 모델 2b는 셰이더 프로그램 유연성을 좀 더 제공했다.

#### R520
ATI의 DirectX 9.0c 시리즈 그래픽 카드는 셰이더 모델 3.0을 완벽하게 지원한다. 2005년 10월에 출시된 이 시리즈는 앤티앨리어싱을 포함한 HDR 렌더링에 필요한 부동 소수점 렌더 타겟 기술을 포함하여 여러 가지 향상된 기능을 제공한다.

### 테라스케일 계열

#### R600
기존 고정 파이프라인을 대체하고 통합 셰이더 모델을 구현하는 ATI의 첫 번째 GPU 시리즈이다. 후속 개정을 통해 더 높은 성능과 에너지 효율성을 위해 설계가 조정되어 모바일 컴퓨터용 ATI 모빌리티 라데온 HD 시리즈가 탄생했다.

#### R700
R600 아키텍처를 기반으로 한다. 대부분 더 많은 스트림 프로세서로 강화되었으며, 전력 소비가 개선되고 고급 RV770 및 RV740(HD4770) 칩에 대한 GDDR5 지원이 이루어졌다. 2008년 6월 말에 출시되었다. HD 4850과 HD 4870에는 각각 800개의 스트림 프로세서와 GDDR3 및 GDDR5 메모리가 있다. 4890은 동일한 양의 스트림 프로세서를 탑재했지만 개선으로 인해 더 높은 클럭 속도를 갖춘 4870의 리프레시였다. 4870x2에는 230.4Gbit/s 비디오 메모리 대역폭을 사용할 수 있는 효과적인 512비트 메모리 버스에 1600개의 스트림 프로세서와 GDDR5 메모리가 있다.

#### Evergreen
이 시리즈는 2009년 9월 23일에 출시되었다. 전체 제품 라인에 대해 40nm 제조 공정을 특징으로 하며(이전에는 HD4770(RV740)만 이 공정을 기반으로 구축됨) 더 많은 스트림 코어와 DirectX의 API 차기 주요 버전과의 호환성을 갖추고 있다. DirectX 11은 마이크로소프트 윈도우 7과 함께 2009년 10월 22일에 출시되었다. Rxxx/RVxxx 코드명 체계는 완전히 폐기되었다. 초기 출시는 5870 및 5850 모델로만 구성되었다. ATI는 2010년 3월에 이 시리즈의 모든 변형에 대해 완전한 OpenGL 4.0 지원을 도입한 베타 드라이버를 출시했다.

#### Northern Islands
이는 "AMD" 브랜드로만 판매되는 최초의 시리즈이다. 3세대 40nm 디자인을 특징으로 하며 기존 아키텍처의 균형을 다시 디자인한 셰이더로 재조정하여 더 나은 성능을 제공한다. 2010년 10월 22일에 6850 및 6870의 형태로 처음 출시되었다. 3D 출력은 HDMI 1.4a 및 디스플레이포트 1.2 출력을 통해 활성화된다.

### 그래픽스 코어 넥스트 계열

#### Southern Islands
"Southern Islands"는 "그래픽스 코어 넥스트"(GCN)로 알려진 새로운 컴퓨팅 마이크로아키텍처를 특징으로 하는 첫 번째 시리즈이다. GCN은 고급형 카드에 사용된 반면, 이전 세대에서 사용된 VLIW5 아키텍처는 저가형 OEM 제품에 사용되었다. 그러나 라데온 HD 7790은 GCN 2를 사용하며 2012년 1월 9일 AMD에서 출시한 시리즈의 첫 번째 제품이다.

#### Sea Islands
"Sea Islands"는 7000 시리즈의 OEM 재배지였으며 코드명 Oland라는 세 가지 제품만 일반 소매용으로 판매되었다. 이 시리즈는 "Southern Islands"와 마찬가지로 데스크톱 제품에 VLIW5 모델과 GCN 모델을 혼합하여 사용했다.

#### Volcanic Islands
"Volcanic Islands" GPU는 AMD 라데온 Rx 200 시리즈와 함께 도입되었으며 2013년 후반에 처음 출시되었다. 라데온 Rx 200 라인은 주로 AMD의 GCN 아키텍처를 기반으로 하며, 저가형 OEM 카드는 여전히 VLIW5를 사용한다. 대부분의 데스크톱 제품은 GCN 1을 사용하는 반면 R9 290x/290 및 R7 260X/260은 GCN 2를 사용하고 R9 285만 새로운 GCN 3을 사용한다.

#### Caribbean Islands
코드명 "Caribbean Islands" GPU는 2015년에 출시된 AMD 라데온 Rx 300 시리즈에 도입되었다. 이 시리즈는 GCN 3 기반 피지 아키텍처를 포함하여 GCN 1세대부터 GCN 3세대까지 GCN 기반 모델만을 사용한 최초의 시리즈이다. 퓨리 X(Fury X), 퓨리(Fury), 나노(Nano) 및 라데온 프로 듀오(Radeon Pro Duo)라는 모델이 있다.

#### Arctic Islands
코드명 "Arctic Islands"라는 GPU는 2016년 6월 RX 480 발표와 함께 라데온 RX 400 시리즈에 처음 소개되었다. 이 카드는 14nm Fab 프로세스에서 GCN 4세대를 구현하는 새로운 폴라리스 칩을 사용한 최초의 카드이다. 2017년 4월 출시된 RX 500 시리즈도 폴라리스 칩을 사용한다.

### RDNA 계열

#### RDNA1
2019년 5월 27일 COMPUTEX 2019에서 AMD는 그래픽스 코어 넥스트 마이크로 아키텍처를 계승할 새로운 'RDNA' 그래픽 마이크로 아키텍처를 발표했다. 이는 'Navi'라는 코드명으로 최초로 구축된 라데온 RX 5700 시리즈 그래픽 카드의 기반이다. 이 카드는 GDDR6 SGRAM을 갖추고 있으며 PCI 익스프레스 4.0을 지원한다.

#### RDNA2
2020년 3월 5일, AMD는 RDNA 마이크로아키텍처의 리프레시를 출시할 계획을 공개적으로 발표했다. RDNA 2 아키텍처라고 불리는 이 아키텍처는 1세대 RDNA 마이크로아키텍처를 계승할 것으로 명시되었으며 당초 2020년 4분기에 출시될 예정이었다. RDNA 2는 엑스박스 시리즈 X/S 콘솔에 탑재된 그래픽 마이크로아키텍처로 확인되었다. 마이크로소프트와 소니의 플레이스테이션 5는 각 시스템 구현에 있어 독점적인 조정과 다양한 GPU 구성을 사용한다.
AMD는 2020년 10월 28일 온라인 이벤트에서 차세대 RDNA 2 그래픽 카드인 라데온 RX 6000 시리즈를 공개했다. 라인업은 RX 6800, RX 6800 XT 및 RX 6900 XT로 구성된다. RX 6800 및 6800 XT는 2020년 11월 18일에 출시되었으며 RX 6900 XT는 2020년 12월 8일에 출시되었다. 2021년 3월 18일에 출시된 Navi 22 기반 라데온 RX 6700(XT) 시리즈, 라데온 RX 6600을 포함한 추가 변형 (XT) 시리즈는 2021년 8월 11일에 출시된 Navi 23(6600XT 출시일, RX 6600은 2021년 10월 13일에 출시됨)과 2022년 1월 19일에 출시된 라데온 RX 6500(XT)을 기반으로 한다.

### API 개요
일부 세대는 주로 아키텍처 개선으로 인해 이전 세대와 다른 반면, 다른 세대는 기능 변경이 거의 없는 새로운 제조 프로세스에 주로 적응했다. 아래 표에는 각 라데온 세대(라데온 이전 ATI GPU 포함)에서 지원되는 API가 요약되어 있다. AMD 파이어스트림 및 AMD 파이어프로 브랜드 제품 문서도 참고할 것. 다음 표는 ATI/AMD GPU 마이크로아키텍처 전반에 걸쳐 지원되는 그래픽 및 컴퓨팅 API를 보여준다. 이 표에는 라데온 이전 ATI 제품에 사용된 마이크로아키텍처가 포함되어 있으며 브랜딩 시리즈에는 이전 세대 칩이 포함될 수 있다.
| 칩 시리즈        | 마이크로 아키텍처                         | 팹                   | 지원 API        | 지원 API        | 지원 API                  | 지원 API      | 지원 API                                                      | AMD 지원 | 도입 연도 | 도입 시점 제품                           |
| 칩 시리즈        | 마이크로 아키텍처                         | 팹                   | 렌더링          | 렌더링          | 렌더링                    | 컴퓨팅 / ROCm | 컴퓨팅 / ROCm                                                 | AMD 지원 | 도입 연도 | 도입 시점 제품                           |
| 칩 시리즈        | 마이크로 아키텍처                         | 팹                   | 벌컨            | OpenGL          | Direct3D                  | HSA           | OpenCL                                                        | AMD 지원 | 도입 연도 | 도입 시점 제품                           |
| ---------------- | ----------------------------------------- | -------------------- | --------------- | --------------- | ------------------------- | ------------- | ------------------------------------------------------------- | -------- | --------- | ---------------------------------------- |
| 원더             | 고정 파이프라인                           | 1000 nm 800 nm       | 빈칸            | 빈칸            | 빈칸                      | 빈칸          | 빈칸                                                          | 종료     | 1986      | 그래픽스 솔루션                          |
| 마하             | 고정 파이프라인                           | 800 nm 600 nm        | 빈칸            | 빈칸            | 빈칸                      | 빈칸          | 빈칸                                                          | 종료     | 1991      | 마하8                                    |
| 3D 레이지        | 고정 파이프라인                           | 500 nm               | 빈칸            | 빈칸            | 5.0                       | 빈칸          | 빈칸                                                          | 종료     | 1996      | 3D 레이지                                |
| 레이지 프로      | 고정 파이프라인                           | 350 nm               | 빈칸            | 1.1             | 6.0                       | 빈칸          | 빈칸                                                          | 종료     | 1997      | 레이지 프로                              |
| 레이지 128       | 고정 파이프라인                           | 250 nm               | 빈칸            | 1.2             | 6.0                       | 빈칸          | 빈칸                                                          | 종료     | 1998      | 레이지 128 GL/VR                         |
| R100             | 고정 파이프라인                           | 180 nm 150 nm        | 빈칸            | 1.3             | 7.0                       | 빈칸          | 빈칸                                                          | 종료     | 2000      | 라데온                                   |
| R200             | 프로그래밍 가능 픽셀 및 버텍스 파이프라인 | 150 nm               | 빈칸            | 1.3             | 8.1                       | 빈칸          | 빈칸                                                          | 종료     | 2001      | 라데온 8500                              |
| R300             | 프로그래밍 가능 픽셀 및 버텍스 파이프라인 | 150 nm 130 nm 110 nm | 빈칸            | 2.0             | 9.0 11 (FL 9_2)           | 빈칸          | 빈칸                                                          | 종료     | 2002      | 라데온 9700                              |
| R420             | 프로그래밍 가능 픽셀 및 버텍스 파이프라인 | 130 nm 110 nm        | 빈칸            | 2.0             | 9.0b 11 (FL 9_2)          | 빈칸          | 빈칸                                                          | 종료     | 2004      | 라데온 X800                              |
| R520             | 프로그래밍 가능 픽셀 및 버텍스 파이프라인 | 90 nm 80 nm          | 빈칸            | 2.0             | 9.0c 11 (FL 9_3)          | 빈칸          | 빈칸                                                          | 종료     | 2005      | 라데온 X1800                             |
| R600             | 테라스케일 1                              | 80 nm 65 nm          | 빈칸            | 3.3             | 10.0 11 (FL 10_0)         | 빈칸          | ATI 스트림                                                    | 종료     | 2007      | 라데온 HD 2900 XT                        |
| RV670            | 테라스케일 1                              | 55 nm                | 빈칸            | 3.3             | 10.1 11 (FL 10_1)         | 빈칸          | ATI 스팀 앱                                                   | 종료     | 2007      | 라데온 HD 3850/3870                      |
| RV770            | 테라스케일 1                              | 55 nm 40 nm          | 빈칸            | 3.3             | 10.1 11 (FL 10_1)         | 빈칸          | 1.0                                                           | 종료     | 2008      | 라데온 HD 4850/4870                      |
| Evergreen        | 테라스케일 2                              | 40 nm                | 빈칸            | 4.5 (Linux 4.2) | 11 (FL 11_0)              | 빈칸          | 1.2                                                           | 종료     | 2009      | 라데온 HD 5850/5870                      |
| Northern Islands | 테라스케일 2 테라스케일 3                 | 40 nm                | 빈칸            | 4.5 (Linux 4.2) | 11 (FL 11_0)              | 빈칸          | 1.2                                                           | 종료     | 2010      | 라데온 HD 6850/6870 라데온 HD 6950/6970  |
| Southern Islands | GCN 1st gen                               | 28 nm                | 1.0             | 4.6             | 11 (FL 11_1) 12 (FL11_1)  | Yes           | 1.2 2.0 possible                                              | 종료     | 2012      | 라데온 HD 7950/7970                      |
| Sea Islands      | GCN 2nd gen                               | 28 nm                | 1.2             | 4.6             | 11 (FL 12_0) 12 (FL 12_0) | Yes           | 2.0 (1.2 in MacOS, Linux) 2.1 Beta in Linux ROCm 2.2 possible | 종료     | 2013      | 라데온 HD 7790                           |
| Volcanic Islands | GCN 3rd gen                               | 28 nm                | 1.2             | 4.6             | 11 (FL 12_0) 12 (FL 12_0) | Yes           | 2.0 (1.2 in MacOS, Linux) 2.1 Beta in Linux ROCm 2.2 possible | 종료     | 2014      | 라데온 R9 285                            |
| Arctic Islands   | GCN 4th gen                               | 28 nm 14 nm          | 1.2 1.3 (GCN 4) | 4.6             | 11 (FL 12_0) 12 (FL 12_0) | Yes           | 2.0 (1.2 in MacOS, Linux) 2.1 Beta in Linux ROCm 2.2 possible | 지원     | 2016      | 라데온 RX 480                            |
| Polaris          | GCN 4th gen                               | 28 nm 14 nm          | 1.2 1.3 (GCN 4) | 4.6             | 11 (FL 12_0) 12 (FL 12_0) | Yes           | 2.0 (1.2 in MacOS, Linux) 2.1 Beta in Linux ROCm 2.2 possible | 지원     | 2017      | 라데온 520/530 라데온 RX 530/550/570/580 |
| Vega             | GCN 5th gen                               | 14 nm 7 nm           | 1.3             | 4.6             | 11 (FL 12_1) 12 (FL 12_1) | Yes           | 2.0 (1.2 in MacOS, Linux) 2.1 Beta in Linux ROCm 2.2 possible | 지원     | 2017      | 라데온 베가 프론티어 에디션              |
| Navi             | RDNA                                      | 7 nm                 | 1.3             | 4.6             | 11 (FL 12_1) 12 (FL 12_1) | Yes           | 2.0 (1.2 in MacOS, Linux) 2.1 Beta in Linux ROCm 2.2 possible | 지원     | 2019      | 라데온 RX 5700 (XT)                      |
| Navi 2X          | RDNA 2                                    | 7 nm 6 nm            | 1.3             | 4.6             | 11 (FL 12_1) 12 (FL 12_2) | Yes           | 2.0 (1.2 in MacOS, Linux) 2.1 Beta in Linux ROCm 2.2 possible | 지원     | 2020      | 라데온 RX 6800 (XT)                      |
| Navi 3X          | RDNA 3                                    | 6 nm 5 nm            | 1.3             | 4.6             | 11 (FL 12_1) 12 (FL 12_2) | Yes           | 2.0 (1.2 in MacOS, Linux) 2.1 Beta in Linux ROCm 2.2 possible | 지원     | 2022      | 라데온 RX 7900 XT(X)                     |

1. ↑  Radeon 7000 Series has programmable pixel shaders, but do not fully comply with DirectX 8 or Pixel Shader 1.0. See article on R100's pixel shaders.
2. ↑  These series do not fully comply with OpenGL 2+ as the hardware does not support all types of non-power-of-two (NPOT) textures.
3. ↑  OpenGL 4+ compliance requires supporting FP64 shaders and these are emulated on some TeraScale chips using 32-bit hardware.

### 기능 개요
다음 표는 AMD/ATI GPU의 기능을 보여준다. (AMD 그래픽 처리 장치 목록 문서 참고)
| 출시                           | 1986                        | 1991            | 4월 1996        | 3월r 1997       | 8월 1998        | 4월 2000        | 8월 2001                                    | 9월 2002                                    | 3월 2004                                    | 10월 2005                                   | 3월 2007               | 11월 2007              | 6월 2008                    | 9월 2009                                                                                         | 10월 2010                                                                                        | 1월 2012                                                                                         | 9월 2013 | 6월 2015 | 6월 2016, 4월 2017, 8월 2019 | 6월 2017, 2월 2019 | 7월 2019                                                                                      | 11월 2020                                                                                     | 12월 2022                                                                                     |      |      |      |
| 마케팅 이름                    | 원더                        | 마하            | 3D 레이지       | 레이지 프로     | 레이지 128      | 라데온 7000     | 라데온 8000                                 | 라데온 9000                                 | 라데온 X700/X800                            | 라데온 X1000                                | 라데온 HD 2000         | 라데온 HD 3000         | 라데온 HD 4000              | 라데온 HD 5000                                                                                   | 라데온 HD 6000                                                                                   | 라데온 HD 7000                                                                                   | 라데온 200 | 라데온 300 | 라데온 400/500/600 | 라데온 RX 베가, 라데온 VII | 라데온 RX 5000                                                                                | 라데온 RX 6000                                                                                | 라데온 RX 7000                                                                                |      |      |      |
| AMD 지원                       | 종료                        | 종료            | 종료            | 종료            | 종료            | 종료            | 종료                                        | 종료                                        | 종료                                        | 종료                                        | 종료                   | 종료                   | 종료                        | 종료                                                                                             | 종료                                                                                             | 종료                                                                                             | 종료 | 종료 | 현재 | 현재 | 현재                                                                                          | 현재                                                                                          | 현재                                                                                          | 현재 | 현재 | 현재 |
| 종류                           | 2D                          | 2D              | 3D              | 3D              | 3D              | 3D              | 3D                                          | 3D                                          | 3D                                          | 3D                                          | 3D                     | 3D                     | 3D                          | 3D                                                                                               | 3D                                                                                               | 3D                                                                                               | 3D | 3D | 3D | 3D | 3D                                                                                            | 3D                                                                                            | 3D                                                                                            |      |      |      |
| 명령어 집합                    | 미공개                      | 미공개          | 미공개          | 미공개          | 미공개          | 미공개          | 미공개                                      | 미공개                                      | 미공개                                      | 미공개                                      | 테라스케일 명령어 집합 | 테라스케일 명령어 집합 | 테라스케일 명령어 집합      | 테라스케일 명령어 집합                                                                           | 테라스케일 명령어 집합                                                                           | GCN 명령어 집합                                                                                  | GCN 명령어 집합 | GCN 명령어 집합 | GCN 명령어 집합 | GCN 명령어 집합 | RDNA 명령어 집합                                                                              | RDNA 명령어 집합                                                                              | RDNA 명령어 집합                                                                              |      |      |      |
| 마이크로아키텍처               | 미공개                      | 미공개          | 미공개          | 미공개          | 미공개          | 미공개          | 미공개                                      | 미공개                                      | 미공개                                      | 미공개                                      | 테라스케일 1 (VLIW)    | 테라스케일 1 (VLIW)    | 테라스케일 1 (VLIW)         | 테라스케일 2 (VLIW5)                                                                             | \| 테라스케일 2 (VLIW5) 최대 68xx \| TeraScale 3 (VLIW4) in 69xx[18][19] \|                      | GCN 1st gen                                                                                      | GCN 2nd gen | GCN 3rd gen | GCN 4th gen | GCN 5th gen | RDNA                                                                                          | RDNA 2                                                                                        | RDNA 3                                                                                        |      |      |      |
| 유형                           | 고정 파이프라인             | 고정 파이프라인 | 고정 파이프라인 | 고정 파이프라인 | 고정 파이프라인 | 고정 파이프라인 | 프로그래밍 가능한 픽셀 및 버텍스 파이프라인 | 프로그래밍 가능한 픽셀 및 버텍스 파이프라인 | 프로그래밍 가능한 픽셀 및 버텍스 파이프라인 | 프로그래밍 가능한 픽셀 및 버텍스 파이프라인 | 통합 셰이더 모델       | 통합 셰이더 모델       | 통합 셰이더 모델            | 통합 셰이더 모델                                                                                 | 통합 셰이더 모델                                                                                 | 통합 셰이더 모델                                                                                 | 통합 셰이더 모델 | 통합 셰이더 모델 | 통합 셰이더 모델 | 통합 셰이더 모델 | 통합 셰이더 모델                                                                              | 통합 셰이더 모델                                                                              | 통합 셰이더 모델                                                                              |      |      |      |
| Direct3D                       | 빈칸                        | 빈칸            | 5.0             | 6.0             | 6.0             | 7.0             | 8.1                                         | 9.0 11 (9_2)                                | 9.0b 11 (9_2)                               | 9.0c 11 (9_3)                               | 10.0 11 (10_0)         | 10.1 11 (10_1)         | 10.1 11 (10_1)              | 11 (11_0)                                                                                        | 11 (11_0)                                                                                        | 11 (11_1) 12 (11_1)                                                                              | 11 (12_0) 12 (12_0) | 11 (12_0) 12 (12_0) | 11 (12_0) 12 (12_0) | 11 (12_1) 12 (12_1) | 11 (12_1) 12 (12_1)                                                                           | 11 (12_1) 12 (12_2)                                                                           | 11 (12_1) 12 (12_2)                                                                           |      |      |      |
| 셰이더 언어                    | 빈칸                        | 빈칸            | 빈칸            | 빈칸            | 빈칸            | 빈칸            | 1.4                                         | 2.0+                                        | 2.0b                                        | 3.0                                         | 4.0                    | 4.1                    | 4.1                         | 5.0                                                                                              | 5.0                                                                                              | 5.1                                                                                              | 5.1 6.5 | 5.1 6.5 | 5.1 6.5 | 6.7 | 6.7                                                                                           | 6.7                                                                                           | 6.7                                                                                           |      |      |      |
| OpenGL                         | 빈칸                        | 빈칸            | 빈칸            | 1.1             | 1.2             | 1.3             | 1.3                                         | 2.1                                         | 2.1                                         | 2.1                                         | 3.3                    | 3.3                    | 3.3                         | 4.5                                                                                              | 4.5                                                                                              | 4.6                                                                                              | 4.6 | 4.6 | 4.6 | 4.6 | 4.6                                                                                           | 4.6                                                                                           | 4.6                                                                                           |      |      |      |
| 벌컨                           | 빈칸                        | 빈칸            | 빈칸            | 빈칸            | 빈칸            | 빈칸            | 빈칸                                        | 빈칸                                        | 빈칸                                        | 빈칸                                        | 빈칸                   | 빈칸                   | 빈칸                        | 빈칸                                                                                             | 빈칸                                                                                             | 1.0                                                                                              | 1.2 | 1.2 | 1.3 | 1.3 | 1.3                                                                                           | 1.3                                                                                           | 1.3                                                                                           |      |      |      |
| OpenCL                         | 빈칸                        | 빈칸            | 빈칸            | 빈칸            | 빈칸            | 빈칸            | 빈칸                                        | 빈칸                                        | 빈칸                                        | 빈칸                                        | 클로즈 투 메탈         | 클로즈 투 메탈         | 1.1 (not supported by 메사) | 1.2+ (on Linux: 1.1+ (no Image support on clover, with by rustiCL) with Mesa, 1.2+ on GCN 1.Gen) | 1.2+ (on Linux: 1.1+ (no Image support on clover, with by rustiCL) with Mesa, 1.2+ on GCN 1.Gen) | 1.2+ (on Linux: 1.1+ (no Image support on clover, with by rustiCL) with Mesa, 1.2+ on GCN 1.Gen) | 2.0+ (Adrenalin driver on Win7+) (on Linux ROCM, Mesa 1.2+ (no Image support in clover, but in rustiCL with Mesa, 2.0+ and 3.0 with AMD drivers or AMD ROCm), 5th gen: 2.2 win 10+ and Linux RocM 5.0+ | 2.0+ (Adrenalin driver on Win7+) (on Linux ROCM, Mesa 1.2+ (no Image support in clover, but in rustiCL with Mesa, 2.0+ and 3.0 with AMD drivers or AMD ROCm), 5th gen: 2.2 win 10+ and Linux RocM 5.0+ | 2.0+ (Adrenalin driver on Win7+) (on Linux ROCM, Mesa 1.2+ (no Image support in clover, but in rustiCL with Mesa, 2.0+ and 3.0 with AMD drivers or AMD ROCm), 5th gen: 2.2 win 10+ and Linux RocM 5.0+ | 2.0+ (Adrenalin driver on Win7+) (on Linux ROCM, Mesa 1.2+ (no Image support in clover, but in rustiCL with Mesa, 2.0+ and 3.0 with AMD drivers or AMD ROCm), 5th gen: 2.2 win 10+ and Linux RocM 5.0+ | 2.2+ and 3.0 windows 8.1+ and Linux ROCM 5.0+ (Mesa rustiCL 1.2+ and 3.0 (2.1+ and 2.2+ wip)) | 2.2+ and 3.0 windows 8.1+ and Linux ROCM 5.0+ (Mesa rustiCL 1.2+ and 3.0 (2.1+ and 2.2+ wip)) | 2.2+ and 3.0 windows 8.1+ and Linux ROCM 5.0+ (Mesa rustiCL 1.2+ and 3.0 (2.1+ and 2.2+ wip)) |      |      |      |
| HSA / ROCm                     | 빈칸                        | 빈칸            | 빈칸            | 빈칸            | 빈칸            | 빈칸            | 빈칸                                        | 빈칸                                        | 빈칸                                        | 빈칸                                        | 빈칸                   | 빈칸                   | 빈칸                        | 빈칸                                                                                             | 빈칸                                                                                             | Yes                                                                                              | Yes | Yes | Yes | Yes | ?                                                                                             | ?                                                                                             | ?                                                                                             |      |      |      |
| 비디오 디코딩 AASIC            | 빈칸                        | 빈칸            | 빈칸            | 빈칸            | 빈칸            | 빈칸            | 빈칸                                        | 빈칸                                        | 빈칸                                        | 빈칸                                        | Avivo/UVD              | UVD+                   | UVD 2                       | UVD 2.2                                                                                          | UVD 3                                                                                            | UVD 4                                                                                            | UVD 4.2 | UVD 5.0 또는 6.0 | UVD 6.3 | UVD 7 | VCN 2.0                                                                                       | VCN 3.0                                                                                       | VCN 4.0                                                                                       |      |      |      |
| 비디오 인코딩 ASIC             | 빈칸                        | 빈칸            | 빈칸            | 빈칸            | 빈칸            | 빈칸            | 빈칸                                        | 빈칸                                        | 빈칸                                        | 빈칸                                        | 빈칸                   | 빈칸                   | 빈칸                        | 빈칸                                                                                             | 빈칸                                                                                             | VCE 1.0                                                                                          | VCE 2.0 | VCE 3.0 또는 3.1 | VCE 3.4 | VCE 4.0 | VCN 2.0                                                                                       | VCN 3.0                                                                                       | VCN 4.0                                                                                       |      |      |      |
| 플루이드 모션                  | No                          | No              | No              | No              | No              | No              | No                                          | No                                          | No                                          | No                                          | No                     | No                     | No                          | No                                                                                               | No                                                                                               | No                                                                                               | Yes | Yes | Yes | Yes | No                                                                                            | No                                                                                            | ?                                                                                             |      |      |      |
| 절전                           | ?                           | ?               | ?               | ?               | ?               | ?               | ?                                           | ?                                           | ?                                           | ?                                           | 파워플레이             | 파워플레이             | 파워플레이                  | 파워플레이                                                                                       | 파워튠                                                                                           | PowerTune & ZeroCore Power                                                                       | PowerTune & ZeroCore Power | PowerTune & ZeroCore Power | PowerTune & ZeroCore Power | PowerTune & ZeroCore Power | ?                                                                                             | ?                                                                                             | ?                                                                                             |      |      |      |
| 트루오디오                     | 빈칸                        | 빈칸            | 빈칸            | 빈칸            | 빈칸            | 빈칸            | 빈칸                                        | 빈칸                                        | 빈칸                                        | 빈칸                                        | 빈칸                   | 빈칸                   | 빈칸                        | 빈칸                                                                                             | 빈칸                                                                                             | 빈칸                                                                                             | Via dedicated DSP | Via dedicated DSP | Via shaders | Via shaders | Via shaders                                                                                   | Via shaders                                                                                   | Via shaders                                                                                   |      |      |      |
| 프리싱크                       | 빈칸                        | 빈칸            | 빈칸            | 빈칸            | 빈칸            | 빈칸            | 빈칸                                        | 빈칸                                        | 빈칸                                        | 빈칸                                        | 빈칸                   | 빈칸                   | 빈칸                        | 빈칸                                                                                             | 빈칸                                                                                             | 빈칸                                                                                             | 1 2 | 1 2 | 1 2 | 1 2 | 1 2                                                                                           | 1 2                                                                                           | 1 2                                                                                           |      |      |      |
| HDCP                           | ?                           | ?               | ?               | ?               | ?               | ?               | ?                                           | ?                                           | ?                                           | ?                                           | ?                      | ?                      | ?                           | ?                                                                                                | ?                                                                                                | ?                                                                                                | 1.4 | 1.4 | 2.2 | 2.2 | 2.3                                                                                           | 2.3                                                                                           | 2.3                                                                                           |      |      |      |
| 플레이레디                     | 빈칸                        | 빈칸            | 빈칸            | 빈칸            | 빈칸            | 빈칸            | 빈칸                                        | 빈칸                                        | 빈칸                                        | 빈칸                                        | 빈칸                   | 빈칸                   | 빈칸                        | 빈칸                                                                                             | 빈칸                                                                                             | 빈칸                                                                                             | 빈칸 | 빈칸 | 3.0 | No | 3.0                                                                                           | 3.0                                                                                           | 3.0                                                                                           |      |      |      |
| 지원 디스플레이                |                             |                 |                 |                 |                 | 1–2             | 2                                           | 2                                           | 2                                           | 2                                           | 2                      | 2                      | 2                           | 2–6                                                                                              | 2–6                                                                                              | 2–6                                                                                              | 2–6 | 2–6 | 2–6 | 2–6 | ?                                                                                             | ?                                                                                             | ?                                                                                             |      |      |      |
| 최대 해상도                    | ?                           | ?               | ?               | ?               | ?               | ?               | ?                                           | ?                                           | ?                                           | ?                                           | ?                      | ?                      | ?                           | 2–6 × 2560×1600                                                                                  | 2–6 × 2560×1600                                                                                  | 2–6 × 4096×2160 @ 30 Hz                                                                          | 2–6 × 4096×2160 @ 30 Hz | 2–6 × 4096×2160 @ 30 Hz | 2–6 × 5120×2880 @ 60 Hz | 3 × 7680×4320 @ 60 Hz | 7680×4320 @ 60 Hz PowerColor                                                                  | 7680×4320 @ 60 Hz PowerColor                                                                  | 7680x4320 @165 HZ                                                                             |      |      |      |
| /drm/radeon                    |                             |                 |                 |                 |                 | Yes             | Yes                                         | Yes                                         | Yes                                         | Yes                                         | Yes                    | Yes                    | Yes                         | Yes                                                                                              | Yes                                                                                              | Yes                                                                                              | Yes | 빈칸 | 빈칸 | 빈칸 | 빈칸                                                                                          | 빈칸                                                                                          | 빈칸                                                                                          |      |      |      |
| /drm/amdgpu                    | 빈칸                        | 빈칸            | 빈칸            | 빈칸            | 빈칸            | 빈칸            | 빈칸                                        | 빈칸                                        | 빈칸                                        | 빈칸                                        | 빈칸                   | 빈칸                   | 빈칸                        | 빈칸                                                                                             | 빈칸                                                                                             | 실험적                                                                                           | 선택사항 | Yes | Yes | Yes | Yes                                                                                           | Yes                                                                                           | Yes                                                                                           |      |      |      |
| 테라스케일 2 (VLIW5) 최대 68xx | TeraScale 3 (VLIW4) in 69xx |                 |                 |                 |                 |                 |                                             |                                             |                                             |                                             |                        |                        |                             |                                                                                                  |                                                                                                  |                                                                                                  | | | | |                                                                                               |                                                                                               |                                                                                               |      |      |      |

1. ↑  The Radeon 100 Series has programmable pixel shaders, but do not fully comply with DirectX 8 or Pixel Shader 1.0. See article on R100's pixel shaders.
2. ↑  R300, R400 and R500 based cards do not fully comply with OpenGL 2+ as the hardware does not support all types of non-power of two (NPOT) textures.
3. ↑  OpenGL 4+ compliance requires supporting FP64 shaders and these are emulated on some TeraScale chips using 32-bit hardware.
4. 1 2 3  The UVD and VCE were replaced by the Video Core Next (VCN) ASIC in the Raven Ridge APU implementation of Vega.
5. ↑  Video processing for video frame rate interpolation technique. In Windows it works as a DirectShow filter in your player. In Linux, there is no support on the part of drivers and / or community.
6. 1 2  To play protected video content, it also requires card, operating system, driver, and application support. A compatible HDCP display is also needed for this. HDCP is mandatory for the output of certain audio formats, placing additional constraints on the multimedia setup.
7. ↑  More displays may be supported with native DisplayPort connections, or splitting the maximum resolution between multiple monitors with active converters.
8. 1 2  DRM (Direct Rendering Manager) is a component of the Linux kernel. AMDgpu is the Linux kernel module. Support in this table refers to the most current version.

## 그래픽 장치 드라이버

### AMD의 사유 그래픽 "라데온 소프트웨어"(구 카탈리스트)
2015년 11월 24일, AMD는 그래픽 카드에 대한 광범위한 소프트웨어 지원을 제공하기 위해 라데온 테크놀로지스 그룹(RTG)이 결성된 후 새로운 버전의 그래픽 드라이버를 출시했다. 라데온 소프트웨어 크림슨 에디션이라는 레이블이 붙은 이 드라이버는 Qt로 UI를 정밀 검사하여 디자인 및 시스템 관점에서 더 나은 응답성을 제공한다. 여기에는 게임 관리자, 시계 도구 및 다양한 기술 섹션을 갖춘 새로운 인터페이스가 포함되어 있다.
오메가 드라이버나 DNA 드라이버와 같은 비공식 개조 드라이버도 있는데 일반적으로 이러한 드라이버는 공식 카탈리스보다 더 높은 이미지 퀄리티와 호환성을 목표로 설계되었다. 이러한 드라이버들은 일반적으로 윈도우 레지스트리 값을 변경하고 다양한 드라이버 파일 버전을 포함하면서 잠재적으로 뛰어난 성능과 화질을 제공하며 설치 가능한 장치 수를 확대한다. 물론 기능 개선 및 수정에 대한 보증이나 지원은 이루어지지 않는다. 이러한 드라이버들 가운데 어떠한 것들은 수정된 DLL 파일을 제공하여 하드웨어 애호가들이 그들의 카드의 칩셋을 바꿀 수 있게 도와 주며(이를테면 9500과 9500Pro는 같은 칩을 사용하고, 9800SE와 9800은 또한같은 칩셋을 사용한다) 어떠한 것들은 잠겨 있는 픽셀 파이프라인을 모두 사용하게끔 수정하는 것을 도와 준다.

#### 운영 체제에서

AMD 카탈리스트는 독점 바이너리 blob을 기반으로 했다.

통합 커널 모드 드라이버(DRM/KMS)는 카탈리스트 및 메사 3D에서 활용된다. amdkfd는 리눅스 커널 3.19에 메인라인으로 포함되었다.

라데온 소프트웨어는 마이크로소프트 윈도우 및 리눅스용으로 개발되고 있다. 2019년 1월 현재 다른 운영체제는 공식적으로 지원되지 않는다. 이는 동일한 하드웨어를 기반으로 하지만 OpenGL 인증 그래픽 장치 드라이버를 갖춘 라데온 프로 브랜드의 경우 다를 수 있다.
ATI는 한때 소매점 및 통합 매킨토시 비디오 카드와 칩셋에 대한 드라이버 업데이트를 제공했다. ATI는 라데온 R200 카드 이후 맥 OS 9에 대한 지원을 중단하여 공식적으로 지원되는 마지막 카드가 라데온 9250이 되었다. 라데온 7200까지의 라데온 R100 카드는 시스템 7과 같은 이전 클래식 Mac OS 버전에서도 여전히 사용할 수 있다. 모든 기능은 이전 운영 체제에서 활용된다.
ATI가 AMD에 인수된 이후 ATI는 더 이상 클래식 맥 OS 또는 macOS용 드라이버를 제공하거나 지원하지 않는다. macOS 드라이버는 애플 지원 웹사이트에서 다운로드할 수 있으며, 클래식 맥 OS 드라이버는 사용자가 다운로드할 수 있는 이전 드라이버를 호스팅하는 타사 웹사이트에서 얻을 수 있다. ATI는 소매 버전과 OEM 버전의 카드 모두에서 사용할 수 있는 ATI 디스플레이라는 macOS용 기본 설정 패널을 제공했다. ATI 디스플레이는 그래픽 칩셋의 고급 기능을 더욱 강력하게 제어할 수 있지만 윈도우 또는 리눅스용 카탈리스트에 비해 기능이 제한되어 있다.

### 서드파티 자유-오픈 소스 "라데온"
다이렉트 렌더링 인프라스트럭처(Direct Rendering Infrastructure)의 자유-오픈 소스는 리눅스 커널 개발자, 서드파티 프로그래밍 애호가 및 AMD 직원에 의해 지속적으로 개발되어 왔다. 이는 다섯 부분으로 구성된다:
1. 리눅스 커널 구성 요소 DRM
  - 이 부분은 리눅스 커널 버전 3.12에서 동적 리클럭킹 지원을 받았으며 성능은 AMD 카탈리스트와 비슷해졌다.
2. 리눅스 커널 구성 요소 KMS 드라이버: 기본적으로 디스플레이 컨트롤러용 장치 드라이버
3. 사용자 공간 구성요소 libDRM
4. 메사 3D의 사용자 공간 구성요소; 현재 이러한 구성요소의 대부분은 Gallium3D 사양을 준수하여 작성되었다.
  - 버전 10.x(최신 10.6.7)가 포함된 메사 3D의 모든 드라이버는 2014년 9월 현재 OpenGL 버전 3.3 및 OpenGL ES 3.0으로 제한된다.
  - 버전 11.x(최근 11.2.2)가 포함된 메사 3D의 모든 드라이버는 2016년 5월 현재 OpenGL 버전 4.1 및 OpenGL ES 3.0 또는 3.1(11.2+)로 제한된다.
  - 메사 3D 버전 12.x(2016년 6월)의 모든 드라이버는 OpenGL 버전 4.3을 지원할 수 있다.
  - 버전 13.0.x(2016년 11월)의 메사 3D의 모든 드라이버는 OpenGL 4.4 및 비공식 4.5를 지원할 수 있다.
  - 버전 17.0.x(2017년 1월)가 포함된 메사 3D의 모든 드라이버는 OpenGL 4.5 및 OpenGL ES 3.2를 지원할 수 있다. 다양한 메사 버전에 대한 실제 하드웨어 지원은 glxinfo를 참조할 것.
  - 메사 10.1 이후 AMD R600/700: OpenGL 3.3+, OpenGL ES 3.0+(+: 더 높은 레벨 및 메사 버전의 추가 기능)
  - AMD R800/900(에버그린, 북섬): OpenGL 4.1+(메사 13.0+), OpenGL ES 3.0+(메사 10.3+)
  - AMD GCN(남부/해군 이상): OpenGL 4.5+(메사 17.0+), OpenGL ES 3.2+(메사 18.0+), 벌컨 1.0(메사 17.0+), 벌컨 1.1(GCN 2세대+, 메사 18.1+)
5. 마침내 Glamour로 대체될 X.Org Server용 특별하고 고유한 2D 그래픽 장치 드라이버
6. GalliumCompute(구 Clover)가 포함된 OpenCL은 1.0, 1.1에서 완전히 개발되지 않았으며 1.2의 일부만 개발되었다. 일부 OpenCL 적합성 테스트는 1.0과 1.1에서 실패했으며 대부분은 1.2에서 실패했다. ROCm은 AMD와 오픈 소스에 의해 개발되었다. OpenCL 1.2는 OpenCL 2.0 언어로 완벽하게 지원된다. PCIe 3.0이 탑재된 CPU 또는 GCN 하드웨어만 지원된다. 따라서 GCN 3세대 이상은 OpenCL 1.2 소프트웨어에서 완전히 사용할 수 있다.

#### 지원되는 기능
자유-오픈 소스 드라이버는 다중 모니터 또는 하이브리드 그래픽과 같은 라데온 브랜드 카드 및 APU에서 사용할 수 있는 많은 기능을 지원한다.

#### 리눅스
자유-오픈 소스 드라이버는 주로 리눅스에서 리눅스용으로 개발되었다.

#### 기타 운영체제
온전한 자유-오픈 소스 소프트웨어인 자유-오픈 소스 드라이버는 모든 기존 운영 체제에 이식될 수 있다. 사용 가능한 지원은 다음에서 참조할 수 있다.
FreeBSD는 DRI를 채택했고 메사 3D는 리눅스용으로 프로그래밍되지 않았기 때문에 동일한 지원을 해야 한다.
모르프OS는 라데온 R100, R200 및 R300 칩셋에 대한 2D 및 3D 가속을 지원한다.
아미가OS 4는 라데온 R100, R200, R300, R520(X1000 시리즈), R700(HD 4000 시리즈), HD 5000(Evergreen) 시리즈, HD 6000(Northern Islands) 시리즈 및 HD 7000(Southern Islands) 시리즈를 지원한다. 라데온HD 아미가OS 4 드라이버는 A-EON 테크놀로지 Ltd.가 자금을 지원하고 소유한 한스 드 류이터(Hans de Ruiter)가 개발했다. 원래 개발된 아미가OS용 이전 R100 및 R200 "ATI라데온" 드라이버는 포어프론트 테크놀로지스(Forefront Technologies)가 2015년에 A-EON 테크놀로지에 인수되었다.
과거 ATI는 하이쿠용 구형 라데온 칩셋(최대 R500)에서 완전한 2D 및 비디오 입/출력을 지원하는 드라이버를 생산하기 위해 하이쿠 프로젝트에 하드웨어 및 기술 문서를 제공했다. 새로운 라데온 HD 드라이버는 AMD 오픈 소스 엔지니어의 비공식적이고 간접적인 지침을 통해 개발되었으며 현재 최신 하이쿠 버전에 존재한다. 새로운 라데온 HD 드라이버는 Southern Islands GPU를 통해 R600의 기본 모드 설정을 지원한다.

## 임베디드 GPU 제품
AMD(및 그 이전 ATI)는 의료, 엔터테인먼트, 디스플레이 장치를 대상으로 임베디드 GPU 시리즈를 출시하고 있다.
| 모델                   | 출시일     | 셰이더 (컴퓨트 유닛) | FP 파워 단일 정밀도 | 메모리       | 메모리 대역폭 | 메모리 클럭 | OpenGL 버전 | OpenCL 버전 | DirectX 버전 | 벌컨 | UVD | 전력    | 출력                 |
| ---------------------- | ---------- | -------------------- | ------------------- | ------------ | ------------- | ----------- | ----------- | ----------- | ------------ | ---- | --- | ------- | -------------------- |
| E9550 (Polaris, GCN 4) | 2016-09-27 | 2304 (36 CU)         | 5834 GFLOPS         | 8 GB GDDR5   | 256 Bit       | 2000 MHz    | 4.5         | 2.0         | 12           | 1.1  | 6.3 | 95 Watt | MXM-B                |
| E9260 (GCN 4)          | 2016-09-27 | 896 (14 CU)          | 2150 GFLOPS         | 4 GB GDDR5   | 128 Bit       | 1750 MHz    | 4.5         | 2.0         | 12           | 1.1  | 6.3 | 50 W    | PCIe 3.0, MXM-A      |
| E9171 MCM (GCN 4)      | 2017-10-03 | 512 (8 CU)           | 1248 GFLOPS         | 4 GB GDDR5   | 128 Bit       | 1500 MHz    | 4.5         | 2.0         | 12           | 1.1  | 6.3 | 40 W    | PCIe 3.0 x8          |
| E9172 MXM (GCN 4)      | 2017-10-03 | 512 (8 CU)           | 1248 GFLOPS         | 2 GB GDDR5   | 64 Bit        | 1500 MHz    | 4.5         | 2.0         | 12           | 1.1  | 6.3 | 35 W    | MXM-A 3.0            |
| E9173 PCIe (GCN 4)     | 2017-10-03 | 512 (8 CU)           | 1248 GFLOPS         | 2 GB GDDR5   | 64 Bit        | 1500 MHz    | 4.5         | 2.0         | 12           | 1.1  | 6.3 | 35 W    | PCIe 3.0 x8          |
| E9174 MXM (GCN 4)      | 2017-10-03 | 512 (8 CU)           | 1248 GFLOPS         | 4 GB GDDR5   | 128 Bit       | 1500 MHz    | 4.5         | 2.0         | 12           | 1.1  | 6.3 | 50 W    | MXM-A 3.0            |
| E9175 PCIe (GCN 4)     | 2017-10-03 | 512 (8 CU)           | 1248 GFLOPS         | 4 GB GDDR5   | 128 Bit       | 1500 MHz    | 4.5         | 2.0         | 12           | 1.1  | 6.3 | 50 W    | PCIe 3.0 x8          |
| E8950 (GCN 3)          | 2015-09-29 | 2048 (32 CU)         | 3010 GFLOPS         | 8 GB GDDR5   | 128 Bit       | 1500 MHz    | 4.5         | 2.0         | 12           | 1.1  | 4.2 | 95 W    | MXM-B                |
| E8870 (GCN 2)          | 2015-09-29 | 768 (12 CU)          | 1536 GFLOPS         | 4 GB GDDR5   | 128 Bit       | 1500 MHz    | 4.5         | 2.0         | 12           | 1.1  | 4.2 | 75 W    | PCIe 3.0, MXM-B      |
| E8860 (GCN 1)          | 2014-01-25 | 640 (10 CU)          | 800 GFLOPS          | 2 GB GDDR5   | 128 Bit       | 1125 MHz    | 4.5         | 1.2         | 12.0         | 1.0  | 3.1 | 37 W    | PCIe 3.0, MXM-B      |
| E6760 (Turks)          | 2011-05-02 | 480 (6 CU)           | 576 GFLOPS          | 1 GB GDDR5   | 128 Bit       | 800 MHz     | 4.3         | 1.2         | 11           | N/A  | 3.0 | 35 W    | PCIe 2.1, MXM-A, MCM |
| E6465 (Caicos)         | 2015-09-29 | 160 (2 CU)           | 192 GFLOPS          | 2 GB GDDR5   | 64 Bit        | 800 MHz     | 4.5         | 1.2         | 11.1         | N/A  | 3.0 | < 20 W  | PCIe 2.1, MXM-A, MCM |
| E6460 (Caicos)         | 2011-04-07 | 160 (2 CU)           | 192 GFLOPS          | 512 MB GDDR5 | 64 Bit        | 800 MHz     | 4.5         | 1.2         | 11.1         | N/A  | 3.0 | 16 W    | PCIe 2.1, MXM-A, MCM |
| E4690 (RV730)          | 2009-06-01 | 320 (4 CU)           | 388 GFLOPS          | 512 MB GDDR3 | 128 Bit       | 700 MHz     | 3.3         | 1.0         | 10.1         | N/A  | 2.2 | 30 W    | MXM-II               |
| E2400 (RV610)          | 2006-07-28 | 40 (2 CU)            | 48 GFLOPS           | 128 MB GDDR3 | 64 Bit        | 700 MHz     | 3.3         | ATI Stream  | 10.0         | N/A  | 1.0 | 25 W    | MXM-II               |

## 라데온 메모리
2011년 8월, AMD는 AMD 메모리 제품군에 랜덤 액세스 메모리 모듈을 포함하도록 라데온 이름을 확장했다. 초기 릴리스에는 엔터테인먼트(1333MHz, CL9 9-9), 울트라프로 게이밍(UltraPro Gaming, 1600MHz, CL11 11-11) 및 엔터프라이즈(사양은 추후 결정)의 3가지 유형의 2GiB DDR3 SDRAM 모듈이 포함되었다.
2013년 5월 8일, AMD는 라데온 RG2133 게이머 시리즈 메모리 출시를 발표했다.
라데온 R9 2400 게이머 시리즈 메모리는 2014년 1월 16일에 출시되었다.

### 생산
데이터그램 코퍼레이션(Dataram Corporation)은 AMD용 RAM을 생산하고 있다.

## 라데온 SSD
AMD는 Indilinx Barefoot 3 컨트롤러와 도시바 19nm MLC 플래시 메모리를 탑재하고 초기에는 120G, 240G, 480G 용량으로 제공되는 R7 모델을 출시하여 솔리드 스테이트 드라이브 시장에 진입할 계획이었다. R7 시리즈 SSD는 2014년 8월 9일 출시되었으며 도시바의 A19 MLC NAND 플래시 메모리, Indilinx Barefoot 3 M00 컨트롤러가 포함되었다. 이 부품 요소는 SSD OCZ 벡터 150 모델과 동일하다.

## 같이 보기
- ATI 레이지
- AMD 그래픽 처리 장치 목록
- AMD
- AMD 파이어프로
- 라데온 프로
- AMD 인스팅트
- AMD 파이어MV
- 엔비디아 그래픽 처리 장치 목록